# Manasseh Sogavare
Damukana Manasseh Sogavare, né le 17 janvier 1955 à Popondetta,, est le Premier ministre des îles Salomon à quatre reprises : de juin 2000 à décembre 2001, puis de mai 2006 à décembre 2007, puis à nouveau du 9 décembre 2014 au 15 novembre 2017, et du 24 avril 2019 au 2 mai 2024.

## Biographie

### Jeunesse
Fils d'un missionnaire adventiste salomonais originaire de Choiseul, il naît dans le territoire de Papouasie et Nouvelle-Guinée sous souveraineté australienne et est scolarisé dans une école adventiste à Madang. La plupart de ses frères s'établissent de manière permanente en Papouasie-Nouvelle-Guinée, mais Manasseh Sogavare et l'un de ses frères s'établissent aux Salomon. Après son enseignement secondaire, il travaille pour une coopérative à Honiara, puis est employé dans l'administration fiscale des Salomon,,. En 1993 il est nommé secrétaire permanent au ministère des Finances. Exprimant son désaccord aves les pratiques corrompues du gouvernement de Solomon Mamaloni, il est limogé du service public en 1994. Il entreprend alors des études supérieures, et obtient une licence d'économie-gestion à l'université du Pacifique Sud en 1997, à Suva aux Fidji. Il est brièvement directeur de la Banque centrale des Salomon avant son entrée en politique.

### Entrée en politique et Premier ministre (2000-2001)
Il entre au Parlement et au gouvernement en 1997, devenant ministre des Finances. En 1998, à la suite d'une brouille avec le Premier ministre Bartholomew Ulufa'alu (du Parti libéral), Sogavare rejoint l'Opposition (le Parti progressiste populaire), qu'il dirige à partir de 2000 après la mort de Solomon Mamaloni. Dans le même temps, il poursuit à distance des études de gestion à l'université de Waikato, dont il obtient un diplôme de maîtrise. 
En juin 2000, le Premier ministre Ulufa'alu est enlevé par une milice armée, la Malaita Eagle Force, qui l'accuse de ne pas assez défendre les intérêts de sa propre communauté ethnique, les personnes originaires de l'île de Malaita. Ulufa'alu doit démissionner pour être libéré, et le Parlement élit Sogavare au poste de Premier ministre (23 voix contre 21). Aux élections de 2001, Sogavare conserve son siège de député, mais son parti n'obtient pas assez de sièges pour rester au pouvoir.

### Premier ministre (2006-2007)
En 2006, le Premier ministre Snyder Rini démissionne au bout de huit jours à la suite d'émeutes déclenchées par son élection; les émeutiers l'accusent d'être sous l'influence des hommes d'affaires de la communauté chinoise des Îles Salomon. Le Parlement élit Sogavare (à la tête maintenant du Parti du crédit social des Îles Salomon), qui avait été très brièvement le ministre du Commerce du gouvernement Rini, pour lui succéder.
En octobre 2006, Sogavare doit faire face à une motion de censure au Parlement. En effet, certains députés s'inquiètent de la détérioration des relations entre les Îles Salomon et l'Australie. Sogavare a expulsé le haut-commissaire australien, et refuse d'extrader le ministre public Julian Moti, soupçonné par l'Australie de viol sur mineure. La motion de censure échoue (17 voix contre 28). Les relations entre les deux pays empirent lorsque Sogavare accuse l'Australie de « néo-colonialisme » et menace d'expulser les soldats australiens présents aux Îles Salomon dans le cadre de l'Opération RAMSI. Les soldats australiens fouillent ensuite les bureaux du Premier Ministre (en son absence), à la recherche d'éléments qui pourraient servir de preuves contre Moti.
Le 13 décembre 2007, Sogavare est renversé par une motion de censure du Parlement (23 voix contre 21), due en grande partie à « l'affaire Moti ». Le 20 décembre 2007, Derek Sikua, ancien ministre du gouvernement Sogavare devenu candidat de l'opposition, lui succède.

### Premier ministre (2014-2017)
Sogavare revient au pouvoir à la suite des élections législatives de 2014, obtenant le soutien de 31 députés sur 50. Il se montre désormais favorable à la mission RAMSI, qui prend fin en juin 2017, durant son mandat.
Le 6 novembre 2017 il est destitué par une motion de censure au Parlement, après la défection de neuf de ses ministres. Manasseh Sogavare les accuse d'avoir agi ainsi pour empêcher l'introduction au Parlement d'un projet de loi de lutte contre la corruption, et suggère que certains d'entre eux craignaient d'être poursuivis pour corruption,. La branche locale de Transparency International estime elle aussi que les députés ont renversé le gouvernement par crainte d'être mis en cause pour corruption. Rick Houenipwela est élu à sa succession par les députés le 15 novembre, entre en fonction le jour même, et promet de faire adopter néanmoins la loi anti-corruption.

### Premier ministre (2019-2024)
Réélu député de Choiseul-est sans étiquette politique aux élections législatives d'avril 2019, il re-fonde ensuite son ancien Parti de la propriété, de l'unité et de la responsabilité (Ownership, Unity and Responsibility Party) dans le but de constituer une majorité parlementaire, et est élu Premier ministre une quatrième fois, par les députés, le 24 avril,.
En septembre 2019, son gouvernement rompt les relations diplomatiques de son pays avec la République de Chine (Taïwan) et reconnaît la République populaire de Chine, dans l'optique de développer ses relations commerciales avec cette dernière. Pékin promet d'apporter une aide substantielle au développement des Salomon,. En réaction toutefois, le vice-président américain Mike Pence annule une rencontre bilatérale qu'il devait avoir avec Manasseh Sogavare, et les États-Unis menacent de réduire leurs diverses aides aux Salomon. La rupture des relations entre les Salomon et Taïwan génère des mouvements de protestation aux Salomon ; le Premier ministre de la province de Malaita, Daniel Suidani, avertit même qu'il compte dresser un état du niveau de soutien pour l'indépendance de sa province, et la demander si la population le souhaite afin de rétablir des relations avec Taïwan. Inquiet d'une fronde au Parlement, Manasseh Sogavare renonce à se rendre à New York pour le débat de l'Assemblée générale des Nations unies, et invoque la nécessité de rester aux Salomon pour s’« assurer que la nation comprenne » la décision de son gouvernement de reconnaître Pékin,. Il limoge son ministre de la Justice Tautai Kaitu'u et son ministre de la Planification nationale Rick Houenipwela, pour n'avoir pas soutenu sa décision d'établir des relations avec Pékin,.
Le 24 novembre 2021, des manifestants à Honiara, venus de la province de Malaita, réclament sa démission, lui reprochant le fort taux de chômage, la supposée corruption de son gouvernement, et la rupture des relations diplomatiques du pays avec Taïwan au dépit des souhaits du gouvernement provincial de Malaita. Les manifestations se muent en émeutes, au cours desquelles plusieurs bâtiments sont incendiés. Trois cadavres sont découverts dans une boutique calcinée du quartier chinois de la ville. À l'invitation du gouvernement salomonais, l'Australie, la Papouasie-Nouvelle-Guinée et les Fidji envoient des forces de maintien de l'ordre pour prêter assistance à la police salomonaise. Le Premier ministre Sogavare accepte également, fin 2021, la proposition faite par la Chine d'envoyer aux Salomon neuf policiers chinois pour former la police salomonaise à la gestion des émeutes.
En mars 2022, le gouvernement Sogavare annonce qu'il demandera au Parlement d'amender la Constitution pour prolonger d'un an la législature actuelle, et donc reporter à 2024 les élections législatives prévues en 2023. Il affirme qu'avec la tenue des Jeux du Pacifique de 2023 à Honiara, l'État n'a pas « le personnel, les ressources et la logistique » nécessaires pour organiser des élections cette même année. L'opposition exprime son désaccord, le chef de l'opposition Matthew Wale rappelant que « notre système de gouvernement est la démocratie représentative, et le fondement d'une démocratie représentative est le gouvernement par consentement » des citoyens.
En avril 2022, son gouvernement signe un accord de coopération en matière de sécurité avec la République populaire de Chine, malgré les inquiétudes exprimées par les partis d'opposition ainsi que par l'Australie et les États-Unis. Le texte de l'accord n'est pas rendu public, mais le gouvernement chinois indique que la Chine aidera les Salomon en matière de maintien de l'ordre, de sécurité nationale et de réponses aux catastrophes naturelles.
En juillet 2022 il confirme que son gouvernement compte reporter à 2024 la tenue des prochaines élections législatives, qui doivent légalement avoir lieu au plus tard dans la première moitié de l'année 2023. Il affirme que l'accueil des Jeux du Pacifique de 2023 à Honiara entraînera de telles dépenses qu'il n'y a pas de budget pour organiser des élections la même année. L'opposition dénonce un déni des droits démocratiques des citoyens. Lorsque le gouvernement australien rappelle qu'il est prêt, comme à l'accoutumée, à contribuer au financement des élections pour qu'elles puissent se tenir à échéance normale, Manasseh Sogavare refuse cette offre et la décrit comme une ingérence dans les affaires de son pays. Le 8 septembre, sa majorité au Parlement adopte le projet de loi de report des élections à 2024 au lieu de 2023.
En août 2022, il place la Solomon Islands Broadcasting Corporation (la société de radiodiffusion du service public) sous l'autorité de son gouvernement et la soumet à une procédure de censure systématique, lui interdisant notamment de diffuser toute critique à l'encontre du gouvernement. Les contenus des programmes doivent désormais être soumis au gouvernement pour approbation. La décision est condamnée par le chef de l'opposition, Matthew Wale,,.
En campagne pour les élections de 2024, il prononce à Auki un discours appellant les Salomonais à admirer le modèle politique et économique chinois, et critiquant la démocratie :

« On ne voit pas de mendiants en Chine qui demandent de l'argent. [...] On voit ça dans toutes les grandes villes des États-Unis, qui sont censés être la première économie du monde. Les valeurs associées à la démocratie, par exemple, les gens sont libres de faire ce qu'ils veulent. Les hommes peuvent épouser des hommes, les femmes peuvent épouser des femmes - c'est cela les valeurs associées aux valeurs de la démocratie. Demandez-vous, quelles sont les valeurs avec lesquelles vous êtes à l'aise comme pays chrétien ? ».
Les élections de 2024 sont un échec pour son parti, et il est contraint de démissionner de son rôle de chef du parti. Le nouveau Premier ministre Jeremiah Manele le nomme toutefois ministre des Finances dans son gouvernement. Le 28 avril 2028, Manasseh Sogavare exige et obtient la démission vice-Premier ministre et ministre des Mines Bradley Tovosia, estimant que le ministère des Mines est trop bien doté en finances publiques par rapport aux autres ministères, et que lui-même (Manasseh Sogavare) aurait dû être fait vice-Premier ministre plutôt que Bradley Tovosia,. Le départ de Bradley Tovosia n'empêche toutefois pas Manasseh Sogavare de démissionner à son tour le même jour, avec quatre autres ministres : le ministre des Infrastructures Manasseh Maelanga, le ministre des Pêcheries Nestor Ghiro, le ministre du Développement rural Rollen Seleso et la ministre des Femmes et de la Jeunesse Freda Tuki.